# Polytribax arrogans
Polytribax arrogans là một loài tò vò trong họ Ichneumonidae.